# Old Hunstanton
Old Hunstanton est un village et une paroisse civile dans le comté anglais de Norfolk. Aux fins de l'administration locale, elle relève du district de King's Lynn and West Norfolk. Il fait partie de la station balnéaire de Hunstanton.

## Phare
Un ancien phare, maintenant désaffecté, y a été construit en 1840.

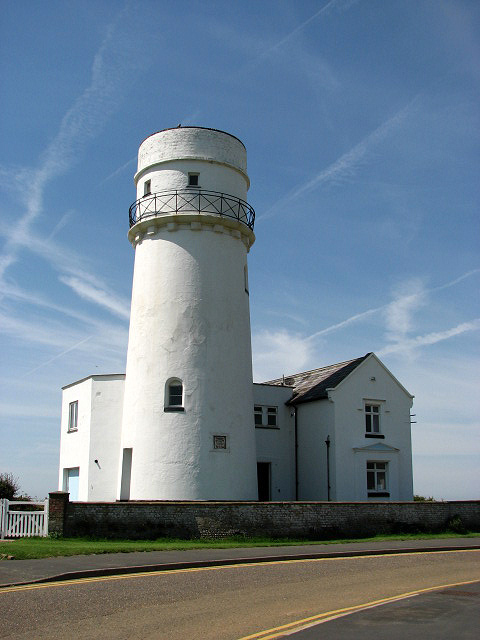
Vieux phare